# اورباخ (تورینگن)

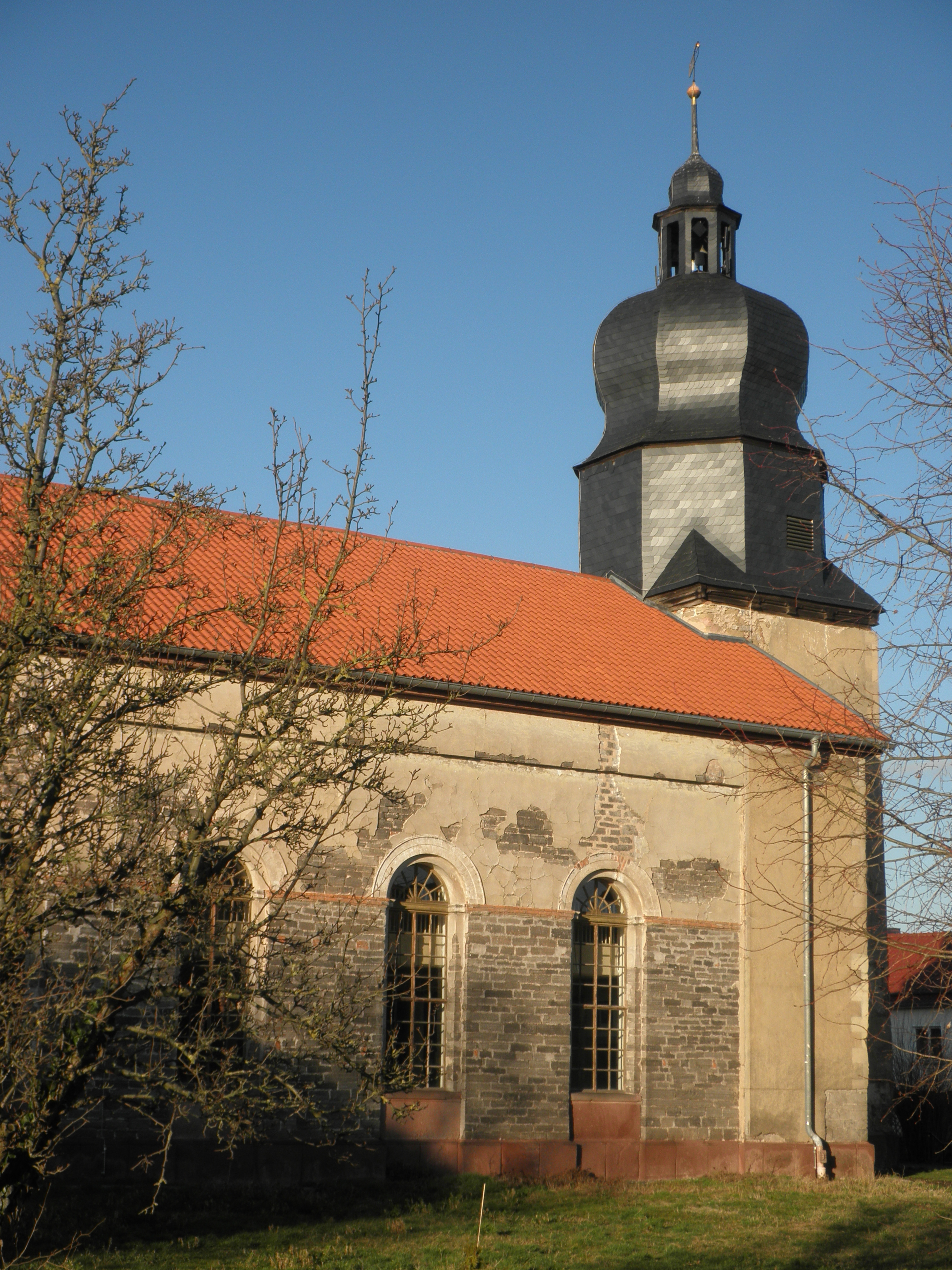
ساختمانی در اورباخ آلمان

اورباخ (به آلمانی: Urbach) یک شهر در آلمان است که در تورینگن واقع شده‌است. اورباخ ۹۷۹ نفر جمعیت دارد.